# 多夫然斯克区
多夫然斯克区（烏克蘭語：Довжанський район）是乌克兰盧甘斯克州一个计划成立的区，在2020年7月乌克兰行政区划改革时宣布成立。该区的行政中心为多夫然斯克（斯維爾德洛夫斯克），面积为2,139平方公里，人口数量为206,360人（2021年估计）。
然而该区的领土被卢甘斯克人民共和国实际控制，2020年之前原有的行政区划继续使用。

## 行政區劃
多夫然斯克區下分為2個市鎮：
- 多夫然斯克市鎮（烏克蘭語：Довжанська міська громада） (市級，行政中心：多夫然斯克)
- 索羅基內市鎮（烏克蘭語：Сорокинська міська громада） (市級，行政中心：索罗基内)